# Einband-Europameisterschaft 1963

Logo CEB (ausrichtender Verband)

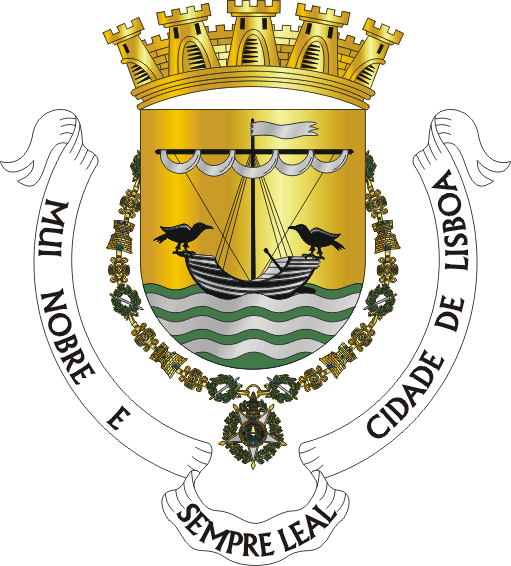
Veranstaltungsort: Lissabon

Die Einband-Europameisterschaft 1963 war das 12. Turnier in dieser Disziplin des Karambolagebillards und fand vom 2. bis zum 5. Mai 1963 in Lissabon statt. Es war die zweite Einband-Europameisterschaft in Portugal.

## Geschichte
In Lissabon begann eine neue Zeitrechnung in Sachen Einband-Billard. Erstmals nahm der Antwerpener Raymond Ceulemans an einer Einband-EM teil und er schraubte bei seinem Titelgewinn den Europarekord im Generaldurchschnitt (GD) auf 6,60. Auch die anderen Rekorde wurden verbessert. Der  Zweitplatzierte Johann Scherz spielte erstmals international mit 11,11 eine Partie mit über 10 Durchschnitt. Auch der dritte Rekord in der Höchstserie (HS) wurde verbessert. Hans Vultink aus den Niederlanden erhöhte die alte Bestmarke des Belgiers Emile Wafflard von 68 auf jetzt 71 Punkte. Überraschend Dritter wurde der Spanier José Padros Giro vor dem deutschen Vertreter Norbert Witte.

## Turniermodus
Hier wurde im Round Robin System bis 200 Punkte gespielt. Es wurde mit Nachstoß gespielt. Damit waren Unentschieden möglich.
Bei MP-Gleichstand wird in folgender Reihenfolge gewertet:
1. MP = Matchpunkte
2. GD = Generaldurchschnitt
3. HS = Höchstserie

## Abschlusstabelle

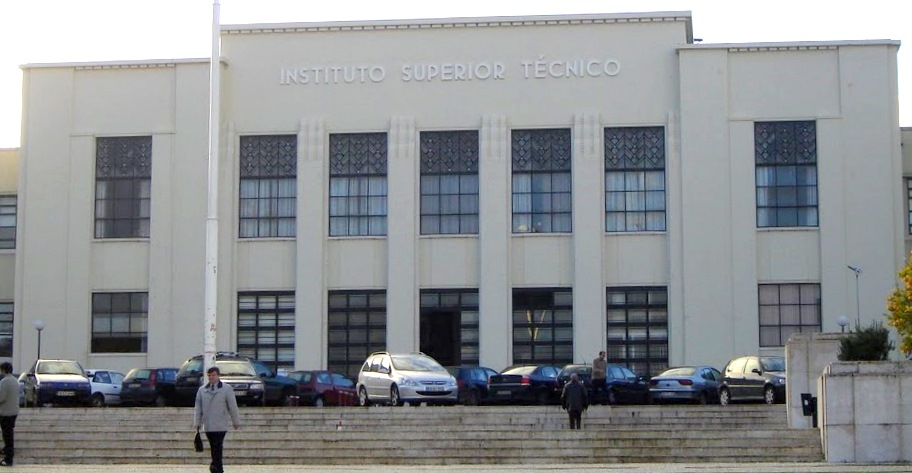
Der Pavilhão central, das erste Hauptgebäude, auf dem Campus Alameda

| MP    | Match Points (Sieger = 2; Unentschieden = 1; Verlierer = 0) |
| Pkte. | Erzielte Karambolagen                                       |
| Aufn. | Benötigte Versuche                                          |
| GD    | Generaldurchschnitt                                         |
| BED   | Bester Einzeldurchschnitt eines Spielers                    |
| HS    | Höchstserie                                                 |
|       | Bester GD des Turniers                                      |
|       | Bester ED des Turniers                                      |
|       | Beste HS des Turniers                                       |
|       | 1. Platz (Gold)                                             |
|       | 2. Platz (Silber)                                           |
|       | 3. Platz (Bronze)                                           |

| Platz                     | Name              | MP   | Pkte. | Aufn. | GD   | BED   | HS |
| ------------------------- | ----------------- | ---- | ----- | ----- | ---- | ----- | -- |
| 1                         | Raymond Ceulemans | 14:0 | 1400  | 212   | 6,60 | 9,52  | 51 |
| 2                         | Johann Scherz     | 10:4 | 1374  | 233   | 5,89 | 11,11 | 63 |
| 3                         | José Padros Giro  | 8:6  | 1257  | 319   | 3,94 | 5,40  | 49 |
| 4                         | Norbert Witte     | 6:8  | 1148  | 295   | 3,89 | 5,40  | 34 |
| 5                         | Henri Touzette    | 6:8  | 1165  | 329   | 3,54 | 4,65  | 33 |
| 6                         | Hans Vultink      | 4:10 | 1205  | 273   | 4,41 | 6,06  | 71 |
| 7                         | Lourenco Gago     | 4:10 | 1081  | 314   | 3,44 | 4,00  | 28 |
| 8                         | Antonio Oddo      | 4:10 | 1001  | 311   | 3,21 | 4,25  | 29 |
| Turnierdurchschnitt: 4,21 |                   |      |       |       |      |       |    |